# 高橋景業
高橋 景業（たかはし かげあきら）は、戦国時代から安土桃山時代にかけての武士。朝倉氏の家臣。

## 略歴
鳥居景近と共に朝倉義景の近侍として仕えた。天正元年（1573年）に義景が織田信長に敗れて越前国に逃亡するとき、多くの家臣が離反する中で鳥居と共に義景に従った。8月20日に義景が大野郡の賢松寺で朝倉景鏡の裏切りにあって自害を覚悟したとき、義景の介錯を務めた後、自らも義景が切腹のときに使った刀を手にとって殉死した。